# Emanuel Geibel
Franz Emanuel August von Geibel (pseudonym L. Horst, 17. října 1815, Lübeck – 6. dubna 1884, Lübeck) byl německý básník, za svého života spisovatel velice oslavovaný.

## Biografie
Narodil se v pořadí jako sedmé dítě z osmi Johannesu Geibelovi (1776–1853), reformovanému pastorovi a odpůrci napoleonské nadvlády. Po absolvování gymnázia v Lübecku, započal studium teologie, posléze se avšak rozhodl raději přejíti a věnovati se klasické filologii, románské literatuře a filozofii.
Byl pochován na hřbitově 'Burgtorfriedhof' v Lübecku.